# آگالماتوفیلیا

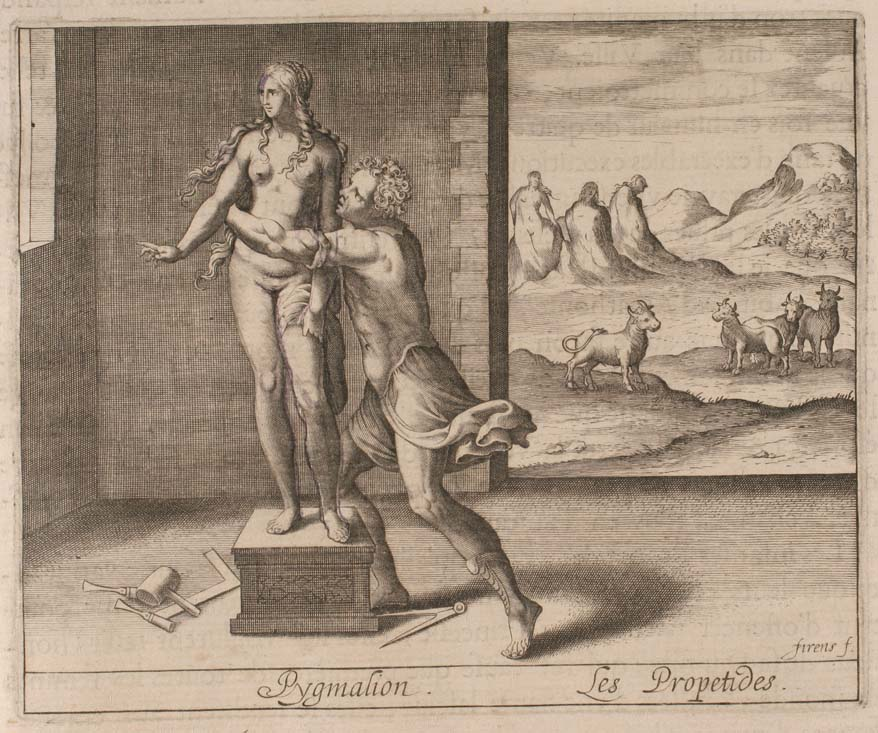
پیگمالیون پس از ساخت گالاتئا

آگالماتوفیلیا (انگلیسی: Agalmatophilia) یا تندیس‌دوستی (از یونانی agalma 'تندیس'، و -philia φιλία = دوست‌داشتن) یک انحراف جنسی است که شامل کشش جنسی به یک تندیس، عروسک، مانکن یا سایر اشیاء مجازی مشابه است. این کشش ممکن است شامل تمایل به تماس واقعی جنسی با شیء، خیال‌پردازی از رابطه جنسی (یا غیرجنسی) با نمونه‌ای زنده و غیرزنده از شیء مورد نظر، عمل تماشای رابطهٔ جنسی بین این اشیاء، یا لذت بردن جنسی ناشی از خیال‌پردازی دربارهٔ تبدیل شدن یا تبدیل کردن دیگری به شیء مورد نظر باشد. تندیس‌دوستی همچنین ممکن است شامل پیگمالیون‌گرایی (از اسطوره پیگمالیون) باشد که در آن، فرد چیزی را خلق کرده و بدان عشق می‌ورزد. تندیس‌دوستی، گونه‌ای چیزدوستی به حساب می‌آید.

## مطالعه بالینی
تندیس‌دوستی اصطلاحی است که در قرن بیستم، برای پزشکی سازی تحریک ناشی از تندیس‌ها ایجاد شد و به‌طور گسترده در پزشکی قانونی اواخر قرن هجدهم و نوزدهم به کار رفت. موارد واقعی تاریخی از این انحراف جنسی اندک است. کرفت-ایبینگ در سال ۱۸۷۷ مورد عشق یک باغبان به تندیسی از ونوس میلو را یافت و وی را در حال تلاش برای آمیزش جنسی با آن مشاهده کرد.

## خیال‌پردازی، تبدیل،بازی نقش
یکی از خیال‌پردازی‌های مهم برای برخی از افراد دچار این انحراف، این است که خود را در حال تبدیل شدن به شیء مورد نظر (معمولاً یک تندیس) می‌بینند و تجربهٔ یک حالت بی‌حرکتی یا فلج‌شدن است. چنین تخیلاتی ممکن است به بازی نقش نیز تعمیم یابند. تندیس‌دوستی همچنین یک اصطلاح خودساخته‌است که توسط فتیشیست‌های که از تبدیل شدن به یک «عروسک لاستیکی» یا «عروسک لاتکسی» یا گیر افتادن در داخل یک تندیس و مورد نمایش واقع‌شدن در یک موزه لذت می‌برند، استفاده می‌شود.

## در هنر
عروسک‌های سکس در اندازه واقعی در کارهای عکس‌برداران هنری مشهور مانند هانس بلمر، برنارد فاکون، هلموت نیوتن، مورتون بارتلت، کاتان آمانو، کیشین شینویاما و ریوچی یوشیدا نقش به‌سزایی داشته‌اند.
تندیس‌دوستی در فیلم عصر طلایی اثر لوئیس بونوئل نمایش داده شده، که در آن قهرمان زن، انگشت شست پای یک تندیس را می‌مکد. در رمان کورت امریکنز ("کرو کات") (۱۹۶۲) از نویسنده هلندی جن ولکرز (و فیلمی به همین نام، براساس این رمان، به سال ۱۹۷۹)، شخصیت اصلی (در فیلم با بازی درک د لننت) به یک نیم‌تنه گچی علاقه‌مند شده و در نهایت با آن رابطه جنسی برقرار می‌کند. همچنین در فیلم مهیج تارسم سینگ به نام سلول (۲۰۰۰) یک قاتل سریالی به تصویر کشیده شده که بدن قربانیان خود را سفید می‌کند؛ به‌گونه‌ای که شبیه عروسک‌ها بشوند.
فیلم کمدی رمانتیک مانکن (۱۹۸۷) در مورد یک مانکن انسانی مرد است که با یک مانکن متحرک که آن را در یک فروشگاه بزرگ پیدا کرده بود، رابطه دارد.
شخصیت شماره پنج در مجموعه تلویزیونی اینترنتی ابرقهرمانی آکادمی چتر (۲۰۱۹) عاشق مانکنی به نام دولورس می‌شود.
صادق هدایت در داستان کوتاه عروسک پشت پرده فردی گوشه‌گیر و افسرده را به تصویر می‌کشد که عاشق مانکنی که در پشت ویترین یک مغازه لباس‌فروشی دیده است می‌شود و برای به‌دست آوردن آن، دست به آب و آتش می‌زند.
حمید جبلی در فیلم خواب سفید (1380) کارگر ساده‌دلی را به نمایش می‌گذارد که عاشق مانکن مزون لباس عروس می‌شود.